# Friedrich Roderfeld
Friedrich Roderfeld (República Federal Alemana, 31 de julio de 1943) fue un atleta alemán especializado en la prueba de 4x400 m, en la que consiguió ser subcampeón europeo en 1966.

## Carrera deportiva
En el Campeonato Europeo de Atletismo de 1966 ganó la medalla de plata en los relevos de 4x400 metros, con un tiempo de 3:04.8 segundos, tras Polonia (oro con 3:04.5 s que fue récord de los campeonatos) y por delante de Alemania del Este (bronce).